# Major Soccer League
Die Major Soccer League (MSL; bis 1990 Major Indoor Soccer League, MISL) war eine US-amerikanische Hallenfußballliga, die von 1978 bis 1992 bestand. Von 1984 bis 1992 war sie die höchste US-amerikanische Liga im Profifußball.

## Geschichte
Die MISL wurde 1978 gegründet, als der Fußball in den USA durch die Erfolge der North American Soccer League an Popularität gewann. Als diese sich 1984 nach einer schweren Finanzkrise auflöste, übernahm die MISL mehrere Mannschaften von ihr und schließlich die Spitzenposition der Fußballligen in den USA. Vor der Saison 1990/91 änderte die Liga ihren Namen in Major Soccer League. Durch die große Konkurrenz zu der Hallenliga National Professional Soccer League (NPSL) kamen die Teams und die Liga bis 1992 zunehmend in Finanznöte, so dass sich die Liga im Sommer 1992 auflöste.

## Modus
Die Teilnehmerzahl schwankte zwischen sechs und vierzehn Teams. Von 1979 bis 1988 wurden die Teams in Western und Eastern Division aufgeteilt, in der Saison 1980/81 zusätzlich in die Central Division. In der Gruppenphase spielten die Mannschaften einer Division jeweils mehrmals gegeneinander. Die vier besten Teams jeder Division spielten im K.-o.-Modus die beiden Finalisten aus, die dann um die Meisterschaft spielen durften. Erfolgreichste Mannschaft waren die San Diego Sockers, die nach ihrem Einstieg in die Liga 1982 achtmal die Meisterschaft gewinnen konnten.